# Frikční předení
Frikční předení je mechanicko-aerodynamický způsob výroby s otevřeným koncem příze.

## Princip frikčního předení

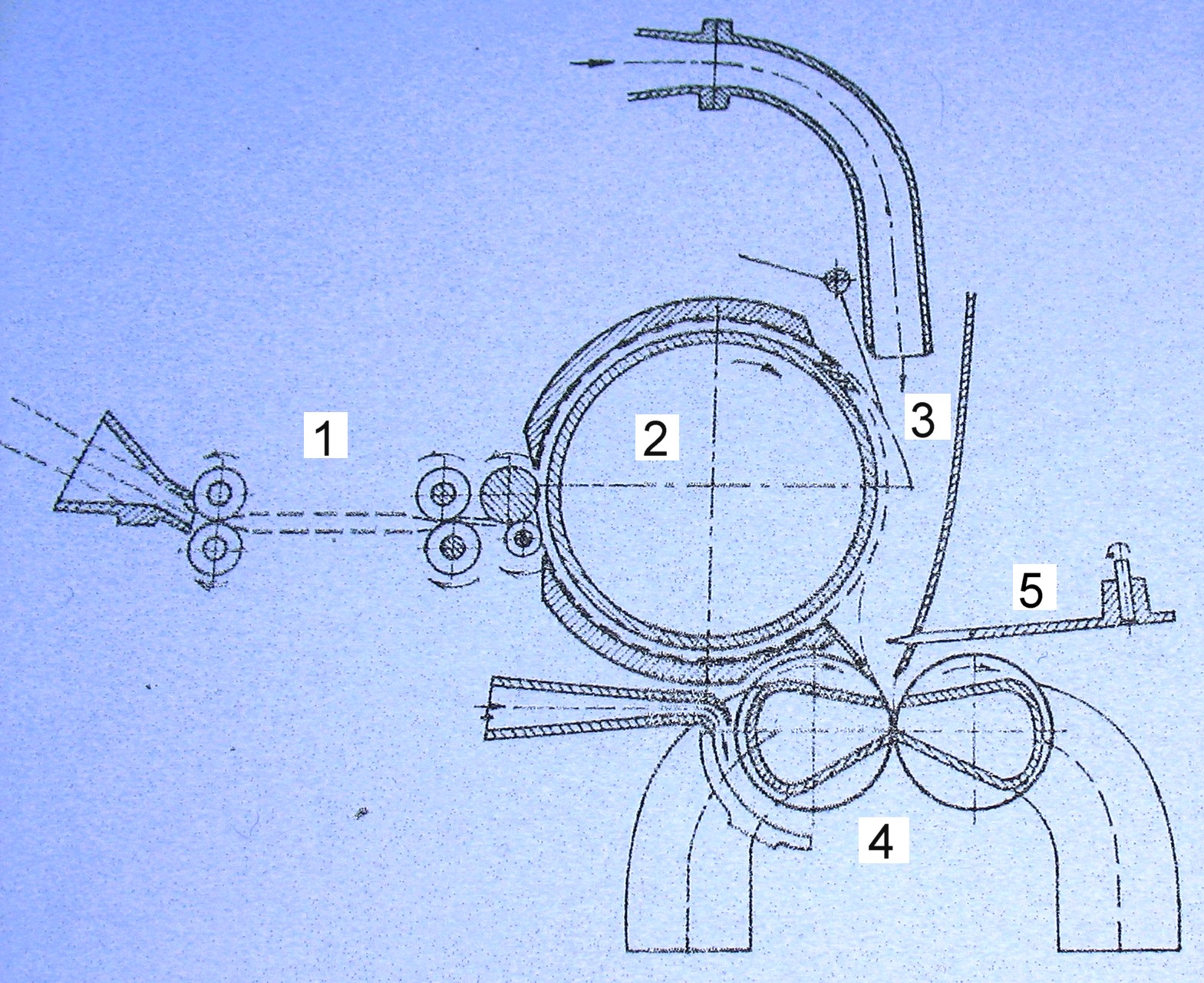
Schéma frikčního předení

je naznačen na nákresu vpravo: Pramen vláken od mykacího stroje je přiváděn podávacím ústrojím (1) k vyčesávacímu bubnu (2). Jednotlivá vyčesaná vlákna nese proud vzduchu (3) kolem usměrňovacího kotouče (5) mezi spřádací bubny (4). Oba bubny se otáčí stejným směrem a perforací v jejich povrchu se odsává vzduch. Vlivem podtlaku a tření spřádacích bubnů se vlákna stáčí a napojují na otevřený konec příze, která se odvádí k navíjecímu ústrojí.

## Konstrukce a použití spřádacích strojů
První stroj pracující na principu frikčního předení přišel do sériové výroby v roce 1977. Byl to DREF rakouského vynálezce Dr.E.Fehrera.
Na začátku 21. století se na těchto zařízeních vyrábělo ve světě ročně asi 400 000 tun příze, od roku 2008 je jediným dodavatelem těchto strojů malajská firma DREF Corporation. Údaje o instalované výrobní kapacitě nejsou publikovány.
Předkládaný pramen vláken může být až 40 g/m těžký. Ohrocený vyčesávací buben běží rychlostí cca 12 000 ot/min. Obvodová rychlost spřádacích bubnů usazených na 0,1 mm od sebe může obnášet až 4000 m/min. Hotová příze se navíjí na cívky o váze do 8 kg rychlostí do 250 m/min., (nejméně 20× vyšší než prstencové stroje při dopřádání stejných přízí).
Stroje na výrobu tzv. hybridních (vícekomponentních) přízí (DREF 3) jsou navíc vybaveny průtahovým ústrojím, které dodává druhý komponent ve směru osy spřádacích bubnů. Při výrobě jádrových přízí prochází filament určený k opřádání podávacím zařízením uloženým paralelně k průtahovému ústrojí.

## Vlastnosti a použití frikčních přízí
Na stroji se nechají spřádat všechna přírodní, umělá a recyklovaná textilní vlákna s délkou 10-120 mm a s jemností mezi 1,7 a 17 dtex. Technicky možný je výpřed do jemnosti 20 tex, rentabilní je výroba příze 10 tex až 2000 tex. Frikční příze mohou v tomto rozsahu nahradit značnou část vigoní a přízí z mykané vlny. Navíc se nechají vyrábět určité směsi materiálů a jádrové (opřádané) příze pouze touto technologií.
Struktura je podobná jako u jádrové příze. Jádro sestává z rovnoběžně uložených vláken (nebo filamentů), bez zákrutu, vnější vrstva vláken je kolem něj ovinuta ve tvaru šroubovice stočené doprava (Z zákrut).
Frikční příze jsou objemnější než prstencové, pevnost je asi o 40 % nižší, stejnoměrnost je však dostačující natolik, že se z hotové příze nemusí odstraňovat tenká a tlustá místa, takže odpadá soukání. Příze se používají z největší části na technické textilie.
- Příze z DREF 2 hlavně na filtry, izolace, hadry na čištění
- Příze z DREF 3 (jádrové a hybridní) na ochranné oděvy proti ohni a proti pořezání, kompozity